# Cryptochironomus polius
Cryptochironomus polius är en tvåvingeart som först beskrevs av Jean-Jacques Kieffer 1911.  Cryptochironomus polius ingår i släktet Cryptochironomus och familjen fjädermyggor. Inga underarter finns listade i Catalogue of Life.